# Neuer Friedhof (Gießen)

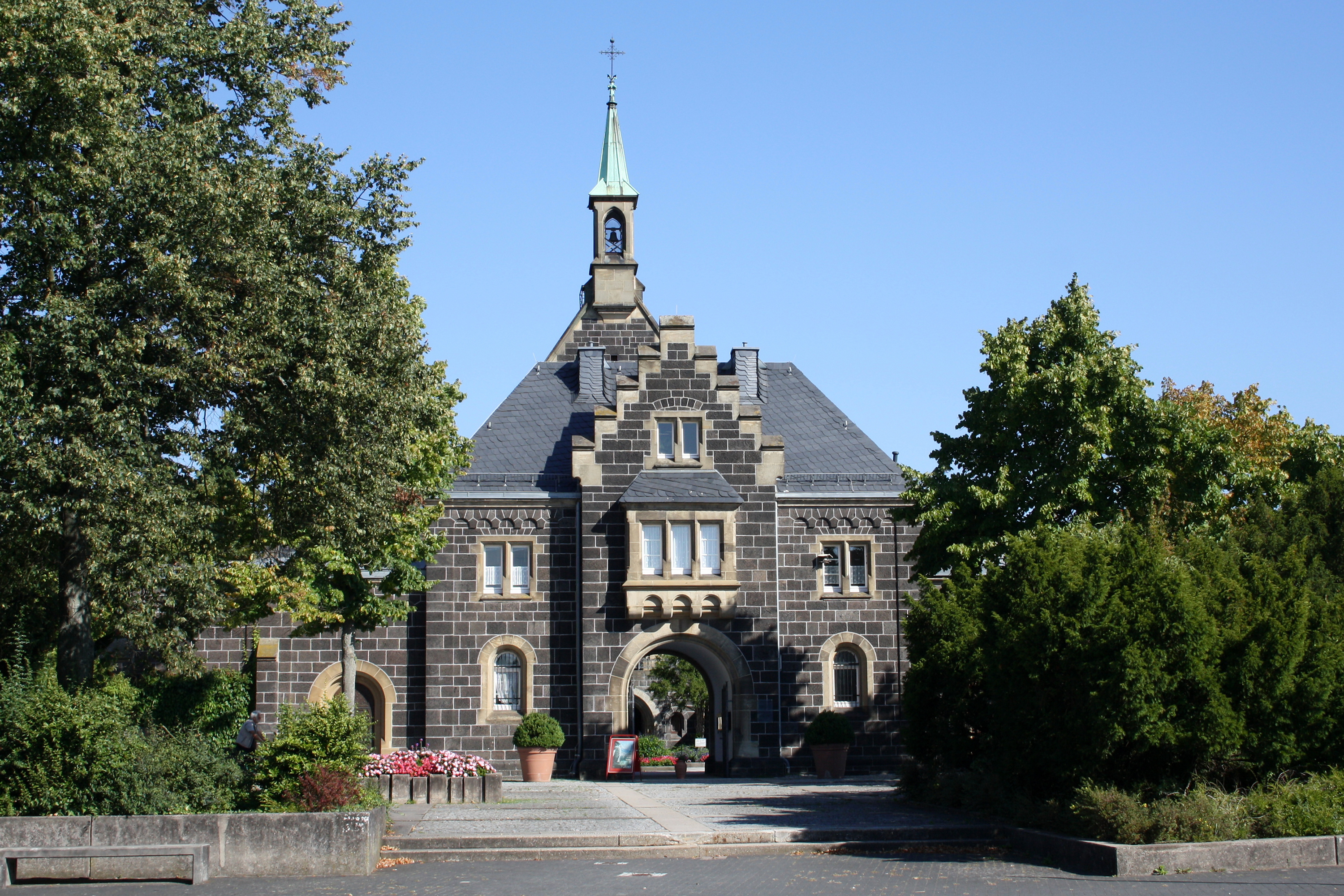
Hauptgebäude in der Friedhofsallee 43

Der Neue Friedhof (Friedhof am Rodtberg) ist ein Friedhof in Gießen. 

## Geschichte
Der Neue Friedhof wurde im Jahre 1875 eingeweiht, um die steigende Nachfrage nach Begräbnisstätten in Gießen zu decken. Ursprünglich war der Friedhof viel kleiner und wurde später mehrmals erweitert, um den Bedürfnissen der wachsenden Bevölkerung gerecht zu werden.

## Lage
Der Friedhof liegt auf dem Rodtberg im östlichen Teil der Stadt und erstreckt sich über eine Fläche von rund 8 Hektar. 

## Architektur und Gestaltung
Die Architektur des Friedhofs spiegelt verschiedene Epochen wider, von neoklassizistischen Mausoleen bis hin zu modernen Grabstätten. Einige der ältesten Gräber datieren zurück bis ins 19. Jahrhundert und sind reich verziert mit kunstvollen Grabsteinen und Grabmalen.

## Gräber

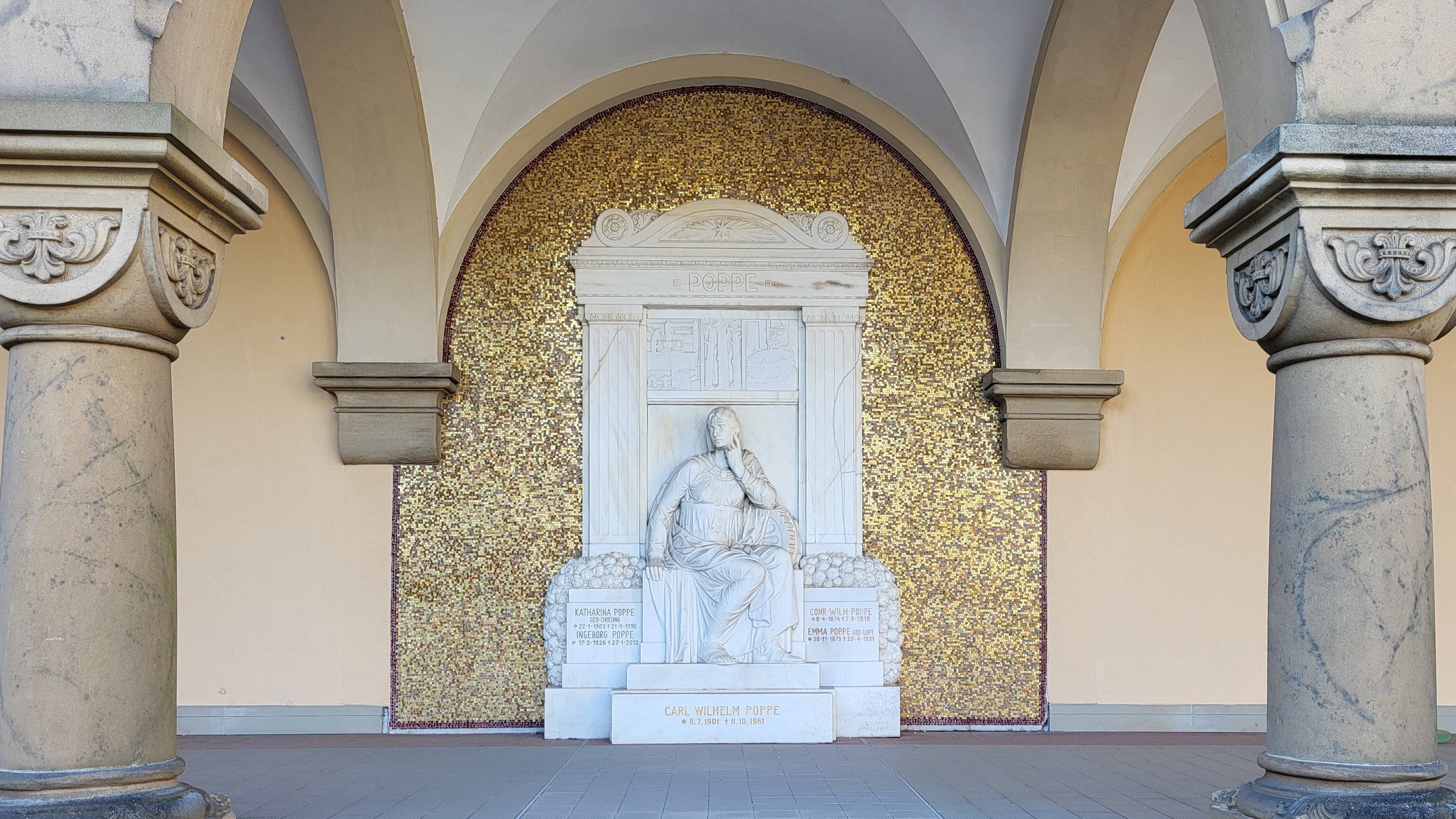
Gruft der Familie Poppe

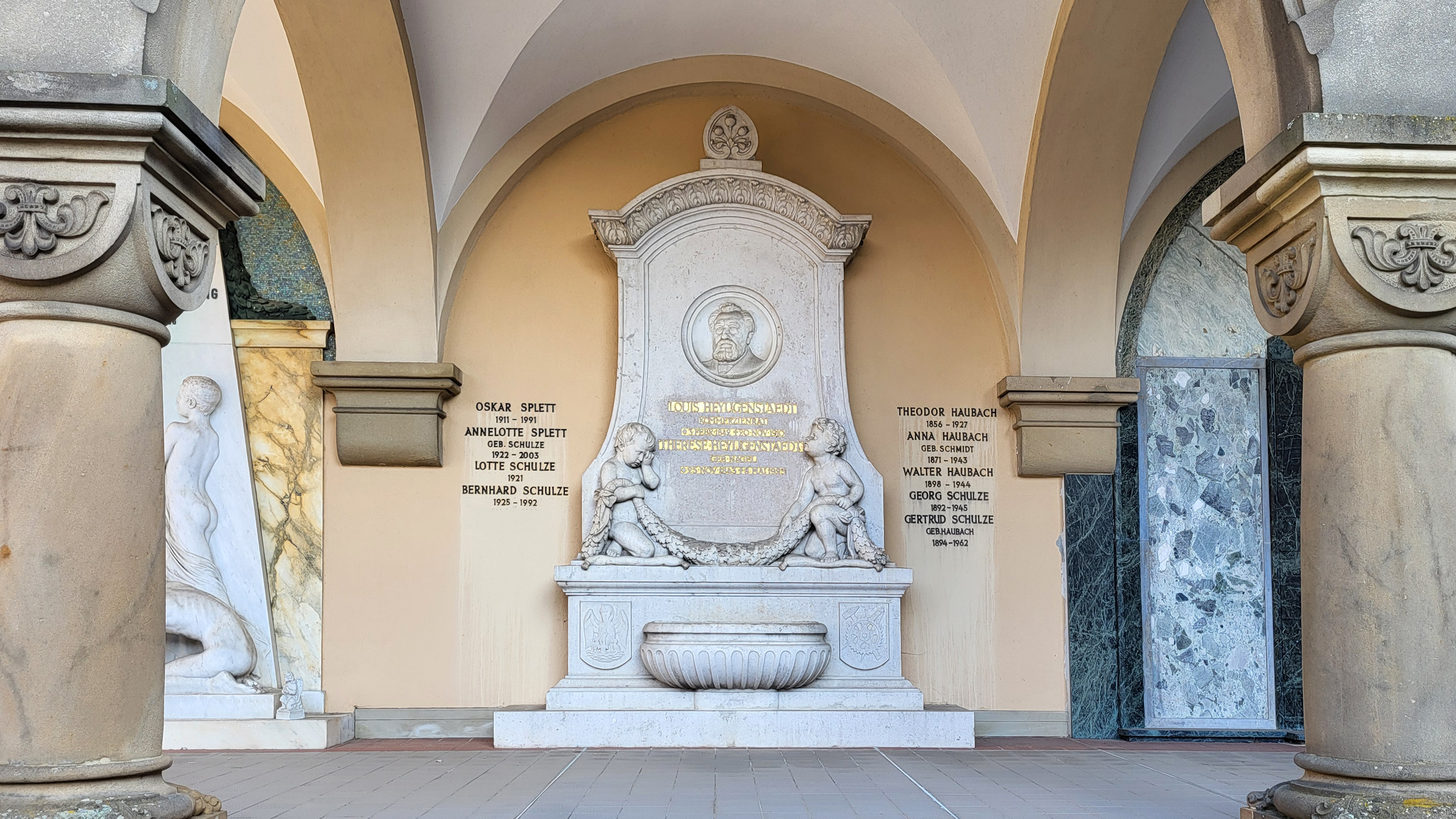
Gruft der Familie Heyligenstaedt

Der Friedhof beherbergt die Gräber bedeutender Persönlichkeiten aus Gießen und der umliegenden Region. Auf dem Friedhof befinden sich zudem vier Gräberfelder mit etwa 1400 Gräbern der Opfer beider Weltkriege. Die Gräber der polnischen Bürger befinden sich überwiegend auf dem sogenannten „Ehrenfriedhof Ostarbeiter“ in Feld I N. Begraben wurden hier etwa 260 Kriegsgefangene und Zwangsarbeiter, hauptsächlich aus der UdSSR und Polen.
1999 wurde in einem dafür neu angelegten Teil des Neuen Friedhofs ein eigenes Kindergrabfeld für Sternenkinder eröffnet, mit der Skulptur „Geborgen“ in der Mitte.
- Siehe auch: Liste der Kulturdenkmäler in Gießen